# Pescara Calcio a 5 2016-2017
Questa pagina raccoglie i dati riguardanti il Pescara Calcio a 5, squadra di calcio a 5 militante in serie A, nelle competizioni ufficiali della stagione 2016-2017.

## Calciomercato

### Sessione estiva
| Giacomo Azzoni      | Asti         |
| Chimanguinho        | Asti         |
| Massimo De Luca     | Asti         |
| Vinícius Duarte     | Asti         |
| Alexandre Ghiotti   | Real Rieti   |
| Pave Mudronja       | Murter       |
| Giovanni Pulvirenti | Cogianco     |
| Matías Rosa         | Montesilvano |
| Alvise Tenderini    | MestreFenice |
| Waltinho            | Cogianco     |

| Betão                  | Intelli     |
| Fabricio Calderolli    | Real Dem    |
| Marco Ercolessi        | Kaos        |
| Matías Lara            | Luparense   |
| Leandro Garcia Pereira | Napoli      |
| Grêllo                 | Halle-Gooik |
| Maximiliano Rescia     | SC García   |
| Rogério                | Real Dem    |

### Sessione invernale
| Nahuel Bontempo | River Plate  |
| Eduardo Morgado | Montesilvano |

| Massimo De Luca  | Napoli     |
| Douglas Nicolodi | Cisternino |
| Waltinho         | Fundão     |

## Organico

### Prima squadra
| N° | Naz.                                   | Ruolo      | Sportivo            | Anno     |  |  |
| -- | -------------------------------------- | ---------- | ------------------- | -------- |  |  |
| 1  | Italia (bandiera)                      | POR        | Antonio Capuozzo    | 24.03.80 |  |  |
| 3  | Italia (bandiera)                      | DIF        | Luca Leggiero       | 11.11.84 |  |  |
| 5  | Brasile (bandiera)                     | DIF        | Alexandre Ghiotti   | 10.01.82 |  |  |
| 6  | Brasile (bandiera) · Italia (bandiera) | DIF        | Ricardo Caputo      | 15.12.81 |  |  |
| 7  | Paraguay (bandiera)                    | LAT        | Javier Adolfo Salas | 22.09.93 |  |  |
| 8  | Brasile (bandiera) · Italia (bandiera) | UNI        | Vinícius Duarte     | 13.12.82 |  |  |
| 9  | Argentina (bandiera)                   | LAT        | Cristian Borruto    | 07.05.87 |  |  |
| 10 | Brasile (bandiera) · Italia (bandiera) | UNI        | Mauro Canal         | 25.06.86 |  |  |
| 11 | Brasile (bandiera) · Italia (bandiera) | PIV        | Chimanguinho        | 08.03.86 |  |  |
| 14 | Argentina (bandiera)                   | PIV        | Matías Rosa         | 18.09.95 |  |  |
| 15 | Brasile (bandiera)                     | PIV        | Waltinho            | 24.11.91 |  |  |
| 17 | Argentina (bandiera)                   | LAT        | Leandro Cuzzolino   | 21.05.87 |  |  |
| 18 | Brasile (bandiera) · Italia (bandiera) | UNI        | Eduardo Morgado     | 19.06.81 |  |  |
| 19 | Italia (bandiera)                      | LAT        | Massimo De Luca     | 07.10.87 |  |  |
| 21 | Brasile (bandiera) · Italia (bandiera) | LAT        | Douglas Nicolodi    | 09.06.88 |  |  |
|    | Italia (bandiera)                      | Allenatore | Fulvio Colini       | 27.07.57 |  |  |

### Under-21
| N° | Naz.               | Ruolo | Sportivo            | Anno     |  |  |
| -- | ------------------ | ----- | ------------------- | -------- |  |  |
| 13 | Italia (bandiera)  | POR   | Lorenzo Pietrangelo | 24.06.95 |  |  |
| 18 | Italia (bandiera)  | LAT   | Matteo Iannascoli   | 12.01.95 |  |  |
| 20 | Italia (bandiera)  | LAT   | Giacomo Azzoni      | 20.02.95 |  |  |
| 21 | Italia (bandiera)  | UNI   | Giovanni Pulvirenti | 19.02.96 |  |  |
| 23 | Italia (bandiera)  | POR   | Alessio Agostinelli | 16.01.97 |  |  |
| 27 | Italia (bandiera)  | LAT   | Alvise Tenderini    | 19.05.96 |  |  |
| 30 | Croazia (bandiera) | POR   | Pave Mudronja       | 31.08.98 |  |  |